# In the Absence of Pink
In the Absence of Pink — живий альбом англійської групи Deep Purple, який вийшов у 1991 році.

## Композиції
1. Highway Star — 6:57
2. Nobody's Home — 4:08
3. Strange Kind of Woman — 8:47
4. Gypsy's Kiss — 6:20
5. Perfect Strangers — 6:54
6. Lazy — 7:03
7. Knocking at Your Back Door — 9:10
8. Difficult to Cure — 9:23
9. Space Truckin' — 14:49
10. Speed King — 10:12
11. Black Night — 6:43
12. Smoke on the Water — 10:24

## Склад
- Ієн Гіллан — вокал
- Рітчі Блекмор — гітара
- Джон Лорд — клавішні
- Роджер Гловер — бас-гітара
- Іан Пейс — ударні